# Naotak
Naotak est une série française de romans (aux éditions Magnard Jeunesse) créée par l'écrivain Florian Ferrier. C'est l'histoire de Naotak, un indien Mohawk de 14 ans recueilli par l'officier anglais Hastings, protecteur secret du Roi George III. Naotak part dès le 1er tome en Angleterre avec son père adoptif. Trois tomes composent pour l'instant cette collection.
Florian Ferrier est également l'auteur de "l'ange de Saint-Privat" et "Ile fantôme pour âmes perdues" aux éditions du Seuil jeunesse, "Créatures " et "Le huitième continent" aux éditions Plon. Il est le scénariste de la série de bandes dessinées jeunesse, "Hôtel étrange" aux éditions Sarbacane.

## L'ombre du corbeau
L'ombre du corbeau est le premier tome de la série, sorti en 2005 (193 pages).
Naotak quitte le Canada avec le colonel Hastings, son père adoptif, pour embarquer en Angleterre. Il est alors pensionnaire à l'imposant collège de Lexington, parrainé par le Roi George III lui-même. Tous les élèves sont choqués par l'arrivée d'un Indien dans leur collège. Cependant, Naotak se fait des amis : Andrew, son compagnon de chambre, et Caroline (une lady), qu'il rencontre lors d'une escapade dans la forêt. Mais Naotak a également beaucoup d'ennemis ; le principal étant Cromwell, le cousin de Caroline...
Mais Naotak possède un don : les esprits lui parlent dans ses rêves... Et ils lui révèlent - de manière cachée - des indices qui le mettent sur la piste d'un effroyable complot au sein du collège. Caroline, Andrew et Naotak se lancent bientôt sur la piste d'un imposteur - nommé "L'homme en noir" - parmi les professeurs du collège, qui projette - avec des complices extérieurs - d'assassiner le roi...

## Complot à Lexington
Complot à Lexington est le deuxième tome de la série, sorti en 2005 (234 pages).
À la fin du premier livre, Naotak est venu héroïquement en aide au Roi qui chutait de cheval, bien qu'il ait bafoué les règles du Collège. Il est alors félicité par tout le monde, et semble avoir gagné le respect de tous les élèves. Cependant, cela ne dure pas. L'homme en noir n'est toujours pas démasqué ; les rêves de Naotak sont plus que jamais menaçants... Des évènements insolites se déroulent au collège : un fantôme surgit la nuit dans les couloirs, le bibliothécaire et un espion meurent de la même façon au sein du collège : ils tombent tous deux d'une hauteur... Naotak y voit une sorte de signature. Aidé de ses amis, démasquera-t-il son adversaire, et empêchera-t-il l'attentat de l'homme en noir ?

## Les fantômes du Seagull
Les fantômes du Seagull est le troisième tome de la série, sorti en 2006 (387 pages).
Naotak a triomphé de l'homme en noir et déjoué le terrible attentat. Cependant, ses rêves reprennent - et deviennent pires que les précédents : il rêve que son amie Caroline va l'assassiner... Pourquoi un tel châtiment de la part de sa meilleure amie ? Cela met Naotak, Andrew, Caroline et la cousine de Caroline sur la piste d'une épave engloutie sous la mer, d'une asile de fous, d'une lueur verte qui rend fou et tue tous ceux qui s'en approchent... Que faire d'éléments aussi insolites ?